# Oliver T. Marsh
Oliver T. Marsh (* 30. Januar 1892 in Kansas City, Missouri; † 5. Mai 1941 in Los Angeles, Kalifornien) war ein US-amerikanischer Kameramann.

## Leben
Oliver T. Marsh kam durch Vermittlung seiner Schwester, der Schauspielerin Mae Marsh in Kontakt zu dem Regisseur David Wark Griffith und begann mit einem Vertrag bei der Biograph Filmproduktion. Ab 1918 war er als Chefkameramann tätig und wurde sehr bald zu einem der gefragtesten Bildgestalter. Nach seinem Wechsel zu MGM prägte er den dort gepflegten opulenten Stil und arbeitete mit den prominentesten Regisseuren und Schauspielern seiner Zeit zusammen.  49-jährig verstarb Marsh mitten in den Vorbereitungen für einen weiteren Film. Sein Sohn war der Musiker Warne Marsh.
1939 wurde ihm und Allen M. Davey für die gemeinsame Kameraarbeit an Singende Herzen ein Ehrenoscar zugesprochen. Bei der Oscarverleihung 1941 waren die beiden für ihre Arbeit an Bitter Sweet für den Oscar nominiert. 

## Filmografie (Auswahl)
- 1924: Die Frau, die die Männer bezaubert (Circe, the Enchantress)
- 1925: Die lustige Witwe (The Merry Widow)
- 1925: Der Seekadett (The Midshipman)
- 1925: Die Tänzerin von Moulin-Rouge (The Masked Bride)
- 1926: Die Kameliendame (Camille)
- 1926: Kiki
- 1927: The Dove
- 1927: Der Herzschlag der Welt (The Enemy)
- 1928: Ein Traum von Liebe (Dream of Love)
- 1928: Das göttliche Weib (The Divine Woman)
- 1928: … aber das Fleisch ist schwach (Sadie Thompson)
- 1928: Die Masken des Erwin Reiner (The Masks of the Devil)
- 1928: Die Stunde der Entscheidung (The Woman Disputed)
- 1929: Der König der Bernina (Eternal Love)
- 1929: Untamed
- 1929: Unsichtbare Fesseln (The Single Standard)
- 1929: Moderne Mädchen (Our Modern Maidens)
- 1931: Alles für dein Glück (Possessed)
- 1931: Die Sünde der Madelon Claudet (The Sin of Madelon Claudet)
- 1931: Emma, die Perle (Emma)
- 1932: Rain
- 1932: Letty Lynton
- 1932: Arsene Lupin, der König der Diebe (Arsene Lupin)
- 1932: The Son-Daughter
- 1933: Today We Live
- 1933: Nachtflug (Night Flight)
- 1933: Ich tanze nur für Dich (Dancing Lady)
- 1933: Ein Mann geht seinen Weg (Looking Forward)
- 1934: Die lustige Witwe (The Merry Widow)
- 1934: Sadie McKee
- 1935: David Copperfield
- 1935: Das Rätsel von Zimmer 309 (One New York Night)
- 1935: No More Ladies
- 1936: Love on the Run
- 1936: Kleinstadtmädel (Small Town Girl)
- 1936: Der große Ziegfeld (The Great Ziegfeld)
- 1936: Dünner Mann, 2. Fall (After the Thin Man)
- 1936: San Francisco
- 1937: Tarantella (The Firefly)
- 1938: Singende Herzen (Sweethearts)
- 1938: Im goldenen Westen (The Girl of the Golden West)
- 1939: Tanz auf dem Eis (The Ice Follies of 1939)
- 1939: Die Frauen (The Women)
- 1940: Broadway Melodie 1940 (The Broadway Melody of 1940)
- 1940: Liebling, du hast dich verändert (I Love You Again)
- 1940: Bitter Sweet
- 1941: Lady Be Good
- 1941: Gefährliche Liebe (Rage in Heaven)